# Gare de Paris-Est
Pour les articles homonymes, voir Gare de l'Est.
La gare de Paris-Est, dite aussi gare de l'Est (initialement appelée gare de Strasbourg), est l'une des six grandes gares terminus du réseau de la Société nationale des chemins de fer français (SNCF) à Paris. Elle se trouve dans le quartier Saint-Vincent-de-Paul, dans le 10e arrondissement, non loin de la gare du Nord. Sa façade ferme la perspective de l'axe nord-sud percé par le baron Haussmann, préfet de la Seine, et constitué principalement par le boulevard de Strasbourg.
Avec près de quarante millions de voyageurs par an en 2023, il s'agit de la cinquième gare de Paris. Son activité, qui avait été affaiblie par la création du RER E, a augmenté depuis la mise en service du TGV Est, avec un surplus de 22 % de voyageurs grandes lignes.
La gare est l'œuvre de l'architecte François-Alexandre Duquesney et de l'ingénieur Pierre Cabanel de Sermet ; le sommet du fronton ouest est orné d'une statue du sculpteur Philippe-Joseph Henri Lemaire représentant la ville de Strasbourg, tandis qu'une sculpture figurant Verdun, œuvre du sculpteur Henri Varenne, orne le fronton est. Un réaménagement important de la gare de l'Est accompagne la mise en service du TGV Est en 2007.

## Situation ferroviaire
Établie à 46 mètres d'altitude, la gare est l'origine (les heurtoirs sont au point kilométrique 0,058) des deux grandes radiales que sont les lignes de Paris-Est à Strasbourg-Ville (administrativement, celle-ci ne commence qu'en gare de Noisy-le-Sec et est ainsi officiellement dénommée ligne de Noisy-le-Sec à Strasbourg-Ville) et de Paris-Est à Mulhouse-Ville. En quittant l'établissement, le premier point d'arrêt rencontré est la gare Rosa-Parks (uniquement desservie par les trains empruntant le souterrain de la ligne E du RER).
Pour toutes les catégories de trains, ses voies et aiguilles sont praticables à la vitesse maximale de 30 km/h.

## Histoire

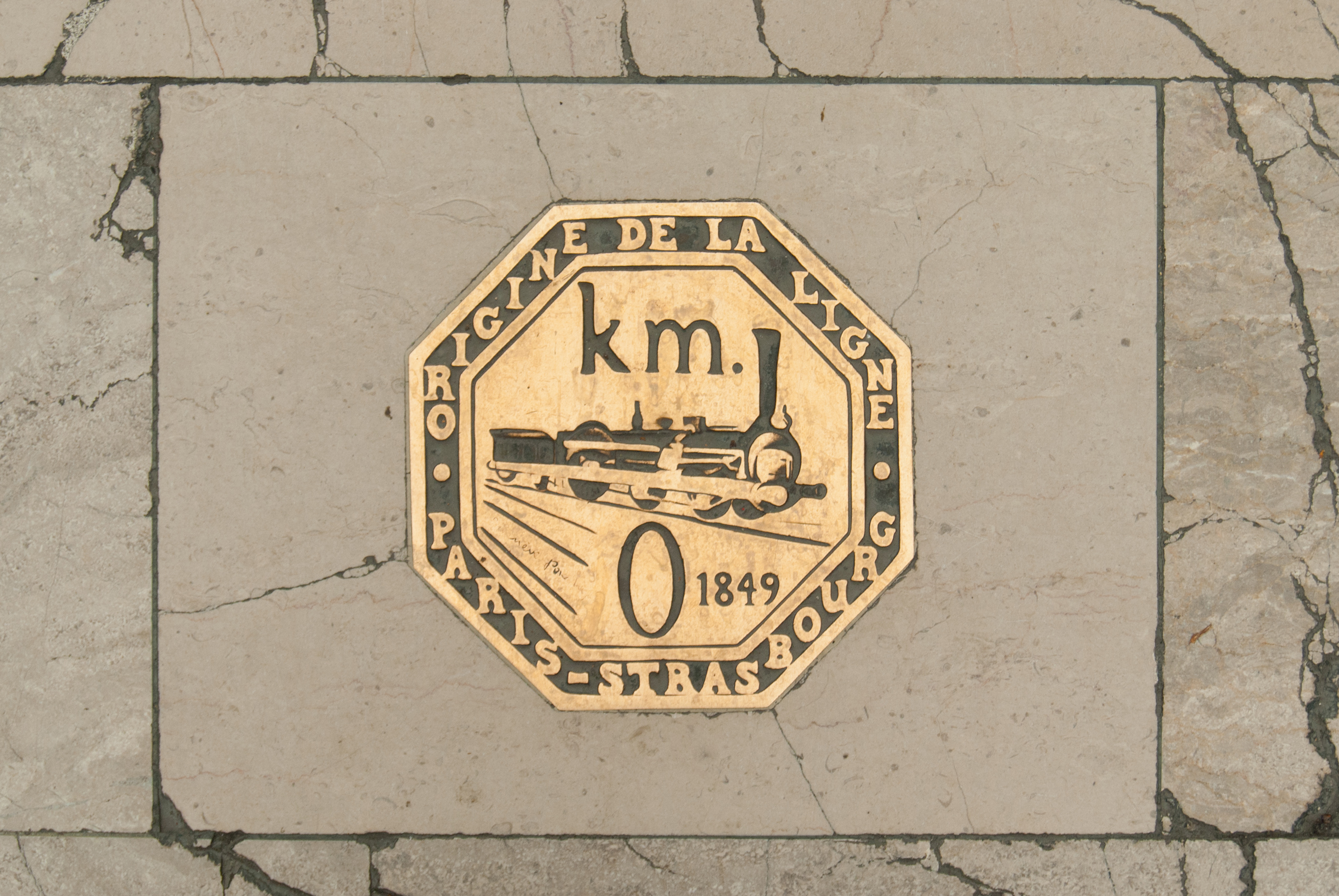
Marque du point kilométrique zéro implantée au milieu du hall « Alsace » (hall ouest) de la gare.

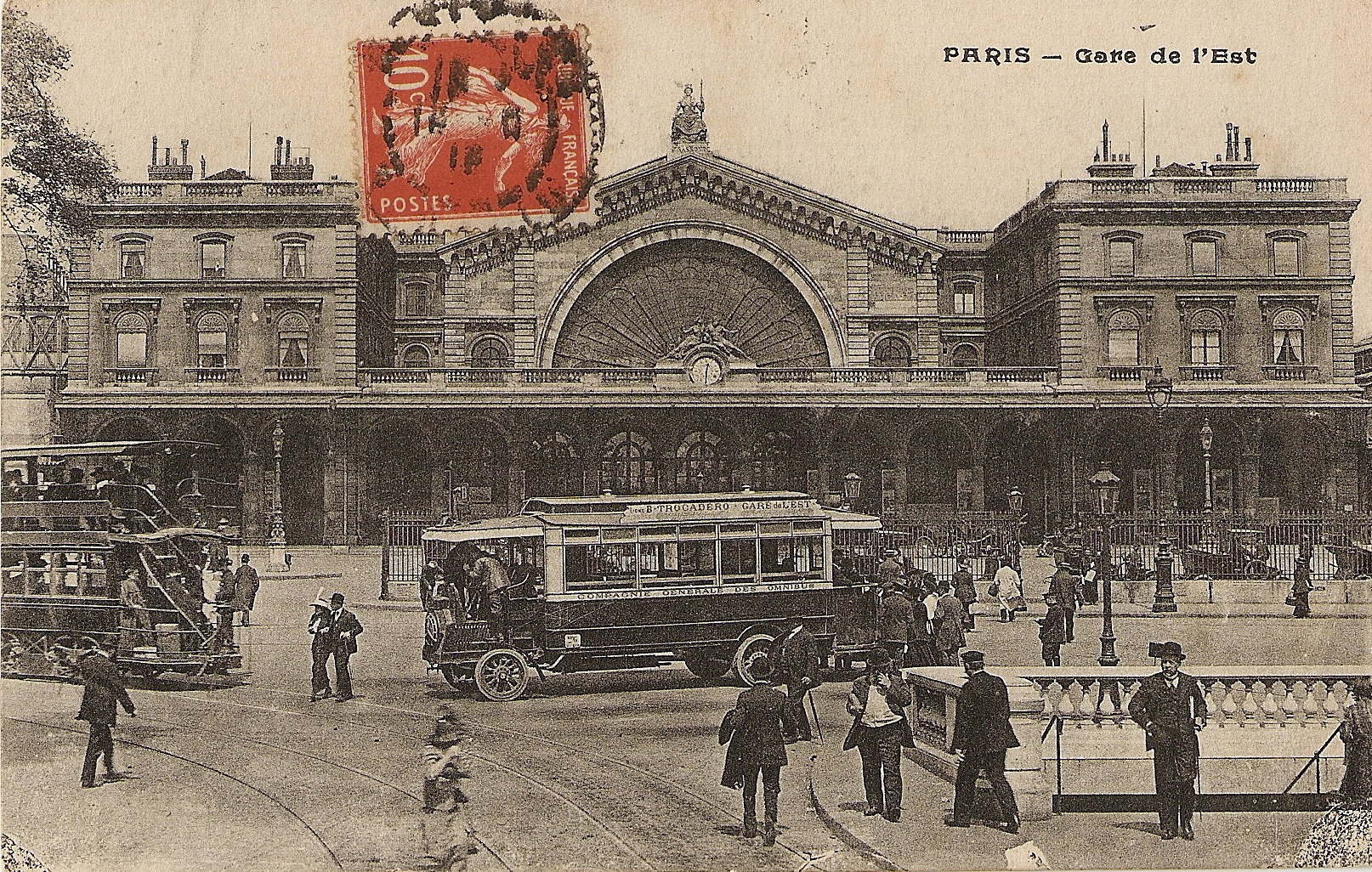
La gare de l'Est au début du XXe siècle.
Devant la gare, se trouvent :
• un autobus de la ligne B (Trocadéro – Gare de l'Est) de la CGO ;
• l'entrée principale de la station du métro ;
• un tramway électrique à impériale, sans doute également de la CGO.

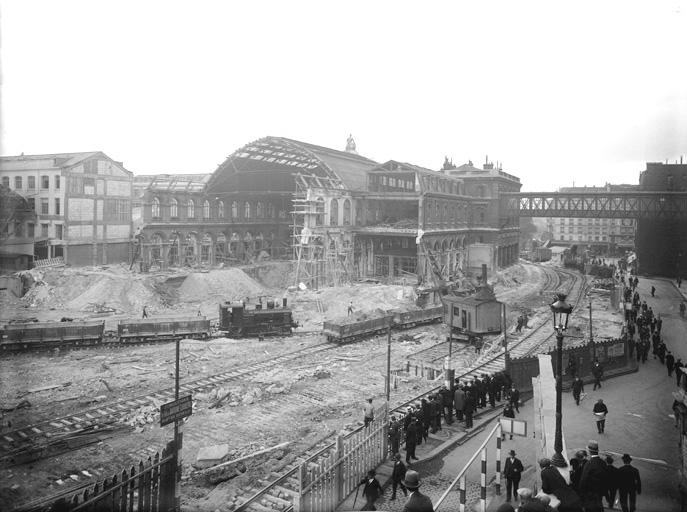
Depuis la rue d'Alsace, vue des travaux de démolition partielle, d'agrandissement et de réaménagement de la gare, dans les années 1920 ou au début des années 1930.

À l'époque de la mise en place du réseau national, il existe une opposition entre les compagnies ferroviaires, qui veulent limiter les coûts d'exploitation en utilisant une seule gare terminus pour desservir plusieurs lignes, et les ingénieurs de l'État, qui estiment que des gares séparées améliorent la qualité de l'exploitation. Pour la ligne Paris – Strasbourg, la décision de créer une gare séparée de la gare du Nord a été notamment défendue par l'ingénieur Cabanel de Sermet. La gare n'est pas située à l'est de Paris, car la ligne de Strasbourg contourne par le nord le relief qui s'étend de Belleville (Seine), Romainville à Fontenay-sous-Bois. Lors des débats sur le tracé de la ligne Paris-Strasbourg, il avait aussi été question d'aboutir à la gare d'Austerlitz ou à la gare de Lyon.
Elle a été construite en limite d'urbanisation, sur le site de l'Enclos Saint-Laurent. La gare de l'Est est ouverte en 1849 par la Compagnie de Paris à Strasbourg, sous le nom d'« embarcadère de Strasbourg ».

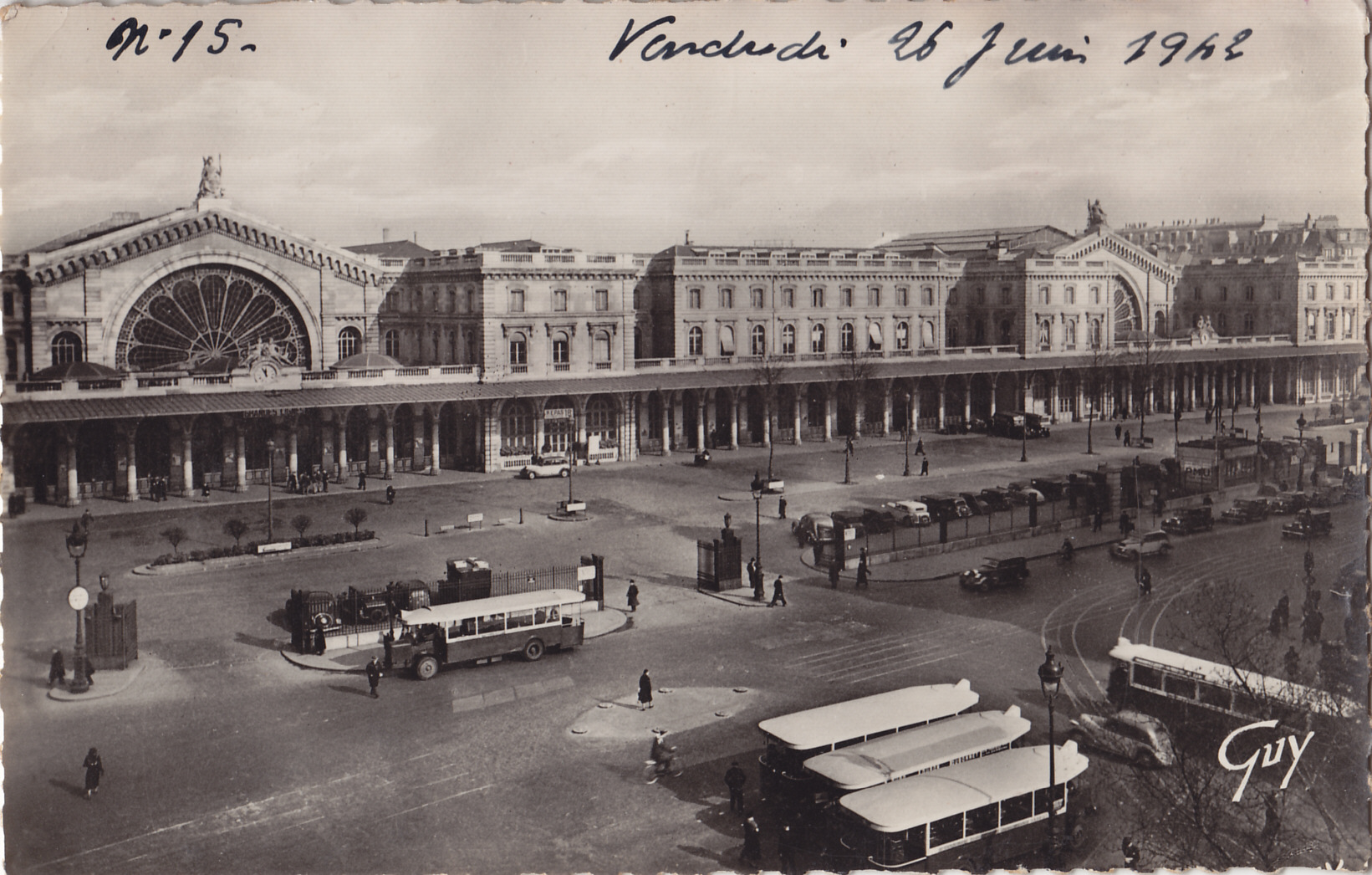
Façade de la gare à la fin des années 1930. Les bus ont pris le relais du tramway, dont on voit encore les rails.

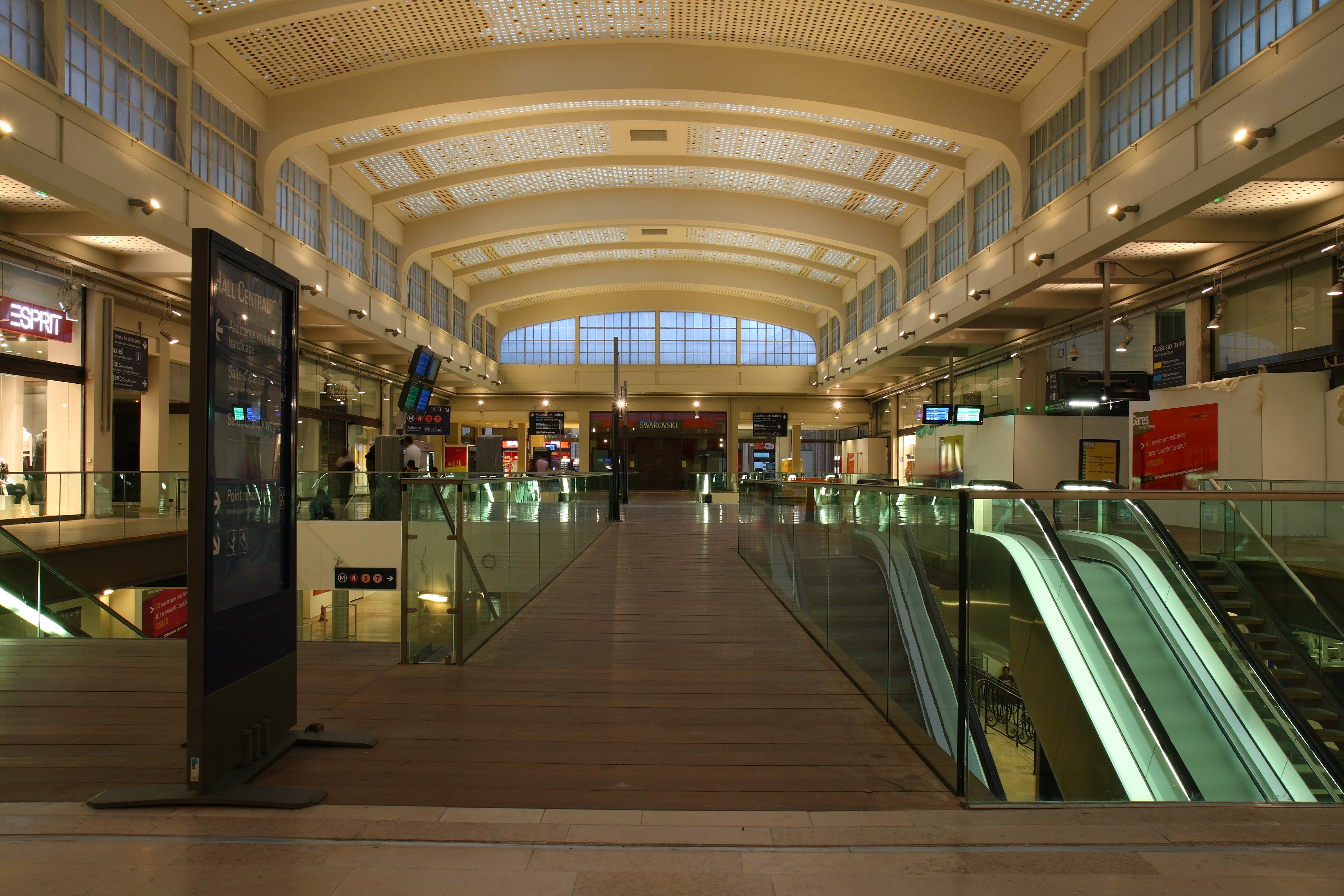
Hall de correspondance avec le métro.

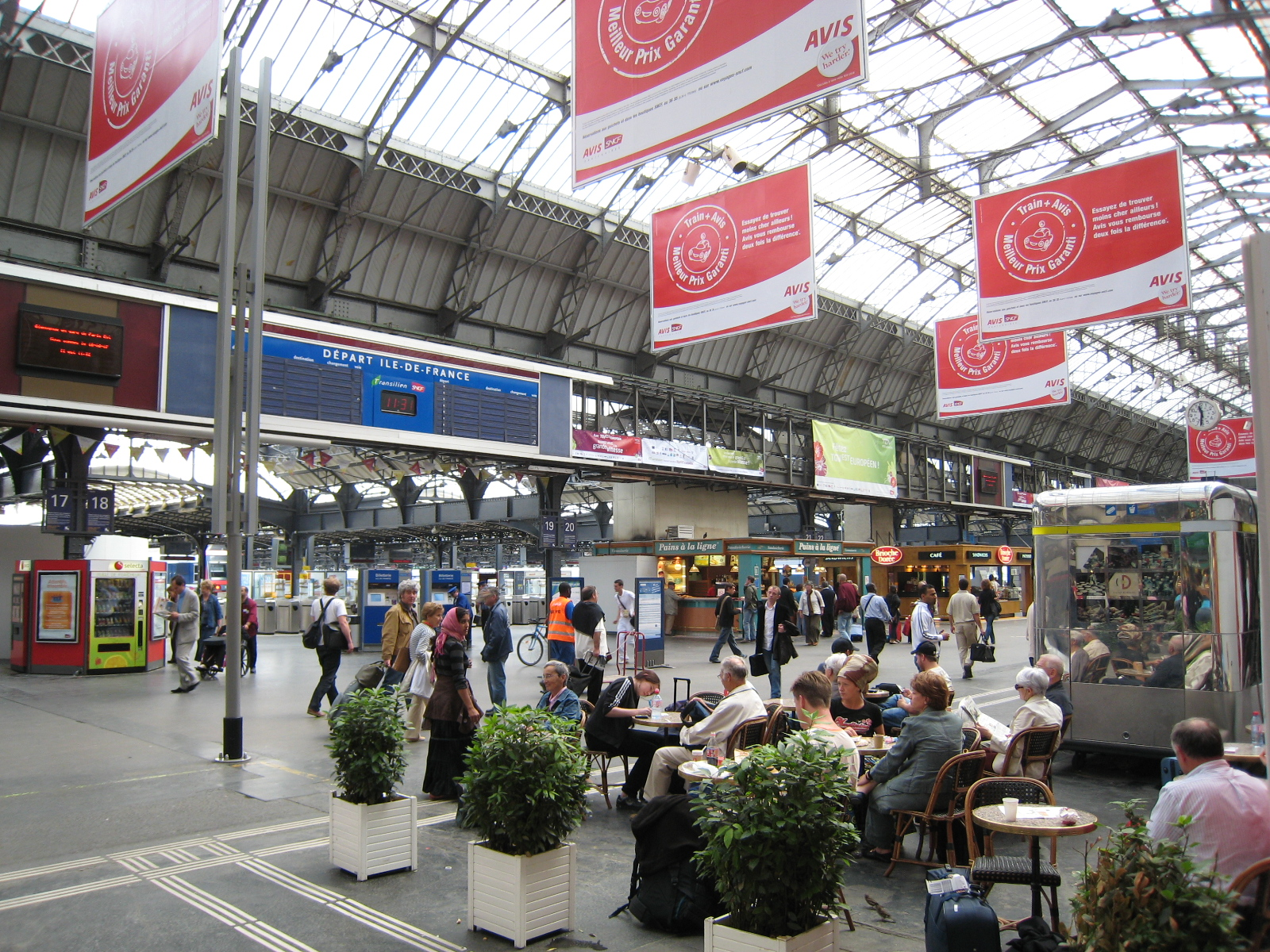
Hall d'attente de la gare de l'Est (en travaux en 2007).

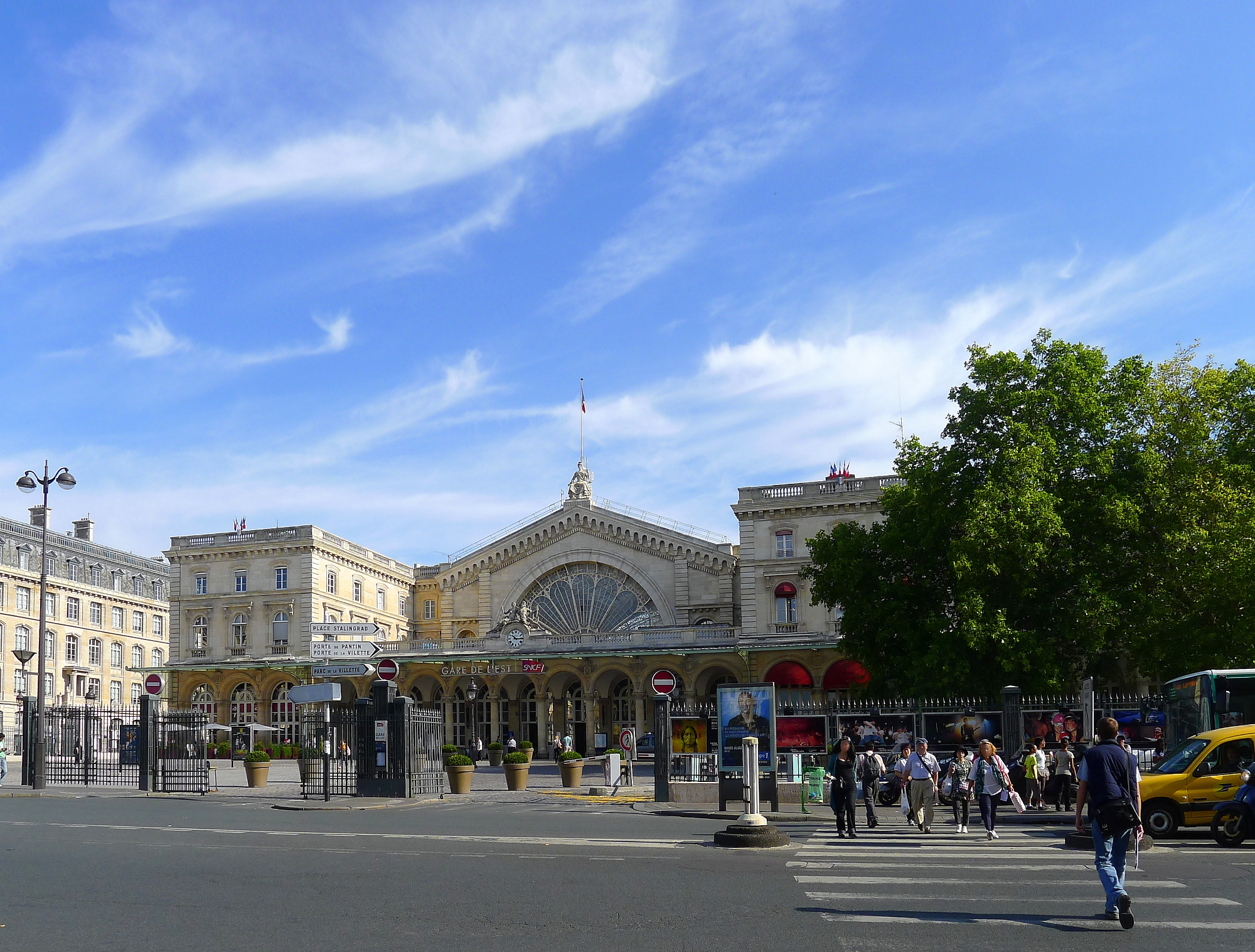
Entrée de la gare en 2011, avec la place du 11-Novembre-1918 et la rue du 8-Mai-1945.

Elle comprend alors deux voies à quai pénétrant sous un grand hall. Cette partie la plus ancienne correspond au hall Grandes Lignes actuel (moitié ouest de la gare). Ses plans sont dus à l'architecte François-Alexandre Duquesney et à l'ingénieur Pierre Cabanel de Sermet ; les travaux, qui vont coûter dix-huit millions de francs, commencent en 1847, et le président Louis-Napoléon Bonaparte (futur Napoléon III) l'inaugure en 1850. Elle prendra le nom de « gare de l'Est » en 1854, après un premier agrandissement consécutif à la mise en service de la ligne de Mulhouse dont la compagnie, devenue Compagnie des chemins de fer de l'Est, avait obtenu la concession. Cet agrandissement s'étend sur une partie des terrains des Frères de la doctrine chrétienne et entraîne la disparition du marché au fourrage Saint-Martin, et de la majeure partie de l'impasse des Abattoirs (le reste, à l'ouest de la rue d'Alsace, étant intégré à la rue de Dunkerque). La gare compte alors quatre voies à quai, dont deux nouvelles à l'extérieur du hall, et la ligne est elle-même dédoublée, de deux à quatre voies, jusqu'à la bifurcation de Noisy-le-Sec, point où les lignes de Strasbourg et de Mulhouse se séparent.
Le 4 octobre 1883, la gare de l'Est est le théâtre de l'inauguration de l'Orient-Express, à destination de Constantinople.
Elle connaît d'importantes transformations en 1885, puis en 1900. À cette date, les seize voies à quai sont décalées et ne pénètrent plus dans le hall. Deux halls latéraux ont été construits sur le côté est du bâtiment d'origine.
Le 23 mars 1918, durant la Première Guerre mondiale, un obus lancé par la « Grosse Bertha » explose devant la gare de l'Est, boulevard de Strasbourg.
Enfin, entre 1926 et 1931, elle est dédoublée sur les plans de l'architecte en chef de la « Compagnie des chemins de fer de l'Est » Jules Bernaut,,,, prenant sa physionomie actuelle. Pour conserver la symétrie du bâtiment d'origine, la nouvelle partie située à l'est est identique à la première, et ces deux parties sont disposées de part et d'autre d'un bâtiment central qui remplace les halls latéraux. La gare compte alors trente voies à quai. Cet agrandissement entraîne une profonde modification du quartier : la rue du Faubourg-Saint-Martin est déplacée de 65 mètres vers l'Est et 40 immeubles sont démolis ; en conséquence, 550 appartements de relogement ont été construits à proximité (10 rue du Terrage et 37 rue du Château-Landon).
Cette gare, tête d'une ligne stratégique vers l'est de la France, est aussi une importante étape des grandes mobilisations, et ce, au début des deux conflits mondiaux (1914 et 1939).
Pendant la Première Guerre mondiale, pour tromper l’aviation ennemie qui bombarde parfois la capitale, l’état-major français imagine un projet de réplique de Paris. Ce projet n'aboutira pas en raison de la fin du conflit ; cependant, des structures censées représenter la gare de l’Est sont mises en place au nord-est de Paris.
Dans le cadre du programme de défense passive, un poste de régulation souterrain a été construit sous les voies 2 et 3, peu avant la Seconde Guerre mondiale, pour assurer la continuité du service en cas de bombardement,. Il permet d'abriter 70 personnes, sur une surface de 120 m2. Ce bunker est achevé le 30 mars 1941, par les Allemands. Il est resté depuis en l'état, y compris son mobilier.
Dans le hall Grandes Lignes, une peinture monumentale, Le Départ des poilus, août 1914, offerte par le peintre américain Albert Herter, « en souvenir de son fils mort » devant l'ennemi en 1918, près de Château-Thierry (dans l'Aisne), était exposée depuis 1926 en présence du maréchal Joffre. Cette peinture monumentale de cinq mètres de haut sur douze de longueur, décrochée début mars 2006 pour être transférée, en vue de sa restauration, à la Cité du train de Mulhouse, a été réinstallée en 2008.
En 1962, est mise en service l'électrification 25 kV – 50 Hz de la section Paris – Château-Thierry de la ligne Paris – Strasbourg. De cette électrification jusqu'à la mise en service du TGV Est, la gare n'a pas connu d'évolutions significatives, exception faite de la désaturation de son trafic de banlieue en 1999, par la création de la ligne E du RER.
La gare, pour ses façades et toitures, ainsi que les deux halls d'arrivée et de départ, fait l’objet d’une inscription au titre des monuments historiques depuis le 28 décembre 1984. Elle a été longtemps réputée comme la plus belle du monde, par son esthétique et ses qualités techniques.
La SNCF a rénové la gare de l'Est, pour une dépense de soixante millions d'euros, à l'occasion de l'arrivée de la grande vitesse ferroviaire (en 2007). Le cœur de gare, autrefois destiné uniquement au traitement des bagages, devient une passerelle intermodale avec la station du même nom du métro de Paris, rénovée elle aussi pour l'occasion. Cette rénovation a été récompensée par un Brunel Award en 2008.
Cette nouveauté risque d'influer sur le public : les voyageurs TGV ont globalement un pouvoir d'achat plus élevé que celui des voyageurs de la banlieue Est ; la SNCF a même d'ores et déjà prévu un agrandissement de la zone commerciale de la gare de trois mille deux cents à cinq mille cinq cents mètres carrés.
En 2010, dans le cadre de l'année France-Russie, et à l'occasion de l'arrivée du « Moscou express » Paris – Moscou, elle est jumelée avec la gare de Biélorussie à Moscou. Toutefois, ce train ne circule plus depuis 2020.
Le buffet de la gare de l'Est, nouvellement installé dans l'ancienne consigne de style Art-déco, est exploité par le groupe Flo et propose, notamment, des spécialités alsaciennes.

### Autres événements
- Le 2 juin 1957, le Trans-Europ-Express (TEE) L'Arbalète est créé entre Paris-Est et Zurich via Troyes, Mulhouse et Bâle, assuré avec du matériel RGP1 TEE (X 2770 + RGP1 X 2700) de la SNCF. La rame était composée d'une RG1 TEE rouge Paris – Bâle à laquelle était rattachée en queue une RGP1 verte, limitée au parcours Paris – Mulhouse.
- En 1962, la section Paris-Est – Château-Thierry de la ligne Paris – Strasbourg est électrifiée en 25 kV – 50 Hz.
- Le 2 août 1964, le TEE L'Arbalète voit son matériel RGP1 TEE (X 2770 + RGP1 X 2700) de la SNCF remplacé par une rame diesel hollando-suisse (CFF/NS).
- Le 23 septembre 1969, le matériel hollando-suisse (CFF/NS) du TEE L'Arbalète est remplacé par une rame composée de voitures ex-Mistral 1969, tractée par une locomotive CC 72000 de la SNCF, de Paris-Est à Bâle.
- Le 23 mai 1971, le TEE Kléber est créé entre Paris et Strasbourg via Nancy.
- Le 26 septembre 1971, le TEE Stanislas est créé entre Paris et Strasbourg via Nancy.
- Le 26 mai 1979, est le dernier jour de circulation du TEE L'Arbalète entre Paris-Est et Zurich via Mulhouse et Bâle.
- Le 25 septembre 1982, est le dernier jour de circulation du TEE Stanislas entre Paris et Strasbourg via Nancy.
- Le 27 mai 1989, est le dernier jour de circulation du TEE Kléber entre Paris et Strasbourg via Nancy.
- Le 10 juin 2007, le premier tronçon de la LGV Est européenne est mis en service.
- Le 14 décembre 2008, le train Paris – Berlin part de la gare de l'Est au lieu de la gare du Nord.
- Le 11 décembre 2011, les TGV Lyria à destination de Bâle et de Zurich partent de la gare de Lyon à la suite de l'ouverture de la LGV Rhin-Rhône.
- Le 12 décembre 2015, une liaison Intercités 100 % Éco est créée entre Paris et Strasbourg via Nancy. Elle est néanmoins supprimée en mai 2019[28].
- Le 7 juillet 2018, des liaisons Ouigo sont créées, initialement entre Paris et Metz, Nancy, Strasbourg et Colmar[29].
- Le 13 décembre 2021, une liaison Nightjet est créée entre Paris et Vienne ; elle n'existait plus depuis juin 2007 (suppression effectuée lors de la mise en service du TGV Est)[30].
- Le 12 décembre 2023, Nightjet lance une liaison entre Paris et Berlin ; elle avait été supprimée (par CityNightLine) en décembre 2014[31].
- Le 16 décembre 2024, une liaison ICE Paris – Berlin est créée, ce qui constitue une première pour un train à grande vitesse[32],[33].

### Architecture
Le bâtiment est de style néo-classique, avec une façade en pierre de taille ; les multiples ajouts apportés à la gare d'origine conservent ce style en façade, à l'exception de la grande halle transversale et de ses deux accès, rue d'Alsace et rue du Faubourg-Saint-Martin, qui sont de style Art déco.
La façade de l'aile ouest (la plus ancienne) est éclairée par une demi-rosace, dotée d'une pendule flanquée des sculptures représentant la Seine et le Rhin par Jean-Louis Brian. Le pignon de ce hall est en bâtière avec motifs de bandes lombardes ; il est couronné d'une statue allégorique de la ville de Strasbourg, œuvre d'Henri Lemaire. Il s'agit d'un bâtiment symétrique dès sa construction, muni de deux pavillons sous toiture à croupes encadrant la demi-rosace, laquelle est disposée en retrait des pavillons, avec une colonnade de neuf arcades en arc en plein cintre au rez-de-chaussée. Les deux premiers niveaux des pavillons latéraux, ainsi que les percements derrière la colonnade, emploient l'arc en plein cintre ; les fenêtres du second niveau sont rectangulaires, avec un encadrement décoratif à arc bombé.
L'aile est fut bâtie en 1931 sur le même modèle. Henry Frédéric Varenne sculpta les statues représentant la Marne et la Meuse entourant l'horloge, ainsi que celle allégorique de la ville de Verdun au sommet.
La partie centrale, qui relie ces deux bâtiments, est composée de trois volumes, avec une avancée de neuf travées encadrée par deux groupes de quatre travées ; le tout surplombe une colonnade de treize arcades qui répond au style des bâtiments latéraux. Cette partie du bâtiment, peu profonde, sert à masquer une grande cour intérieure dotée d'une verrière Art déco et de façades d'aspect fonctionnel, en brique et en béton.
Les façades latérales ne sont pas parfaitement symétriques ; elles comportent plusieurs pavillons et une entrée de style Art déco donnant sur une grande verrière transversale, qui court de la rue d'Alsace à la rue du Faubourg-Saint-Martin. Côté est, cette verrière est flanquée de deux pavillons identiques dont la façade imite les pavillons du bâtiment d'origine ; côté ouest, il n'y a qu'un seul de ces pavillons, à droite de l'entrée Art déco. Des accès souterrains en rampe, pour les voitures, ont été réalisés sous ces pavillons dès leur construction.

## Service des voyageurs

### Accueil
La gare dispose de guichets « Grandes Lignes » et « Île-de-France », ouverts tous les jours. En complément, différents automates sont disponibles pour l'achat de billets.
Elle est équipée de nombreux commerces (restauration, tabac, journaux, etc.) et d'un poste de police, situé du côté de la rue du Faubourg-Saint-Martin (en face des voies 29 et 30). Un « Salon Grand Voyageur », situé du côté de la rue d'Alsace, est accessible tous les jours.

### Desserte

Les différentes zones desservies en fonction de la gare parisienne d'origine (en 2014) ; celle de la gare de l'Est est en rouge (exclusivement) ou en rose (avec la gare de Lyon).

#### Grandes lignes

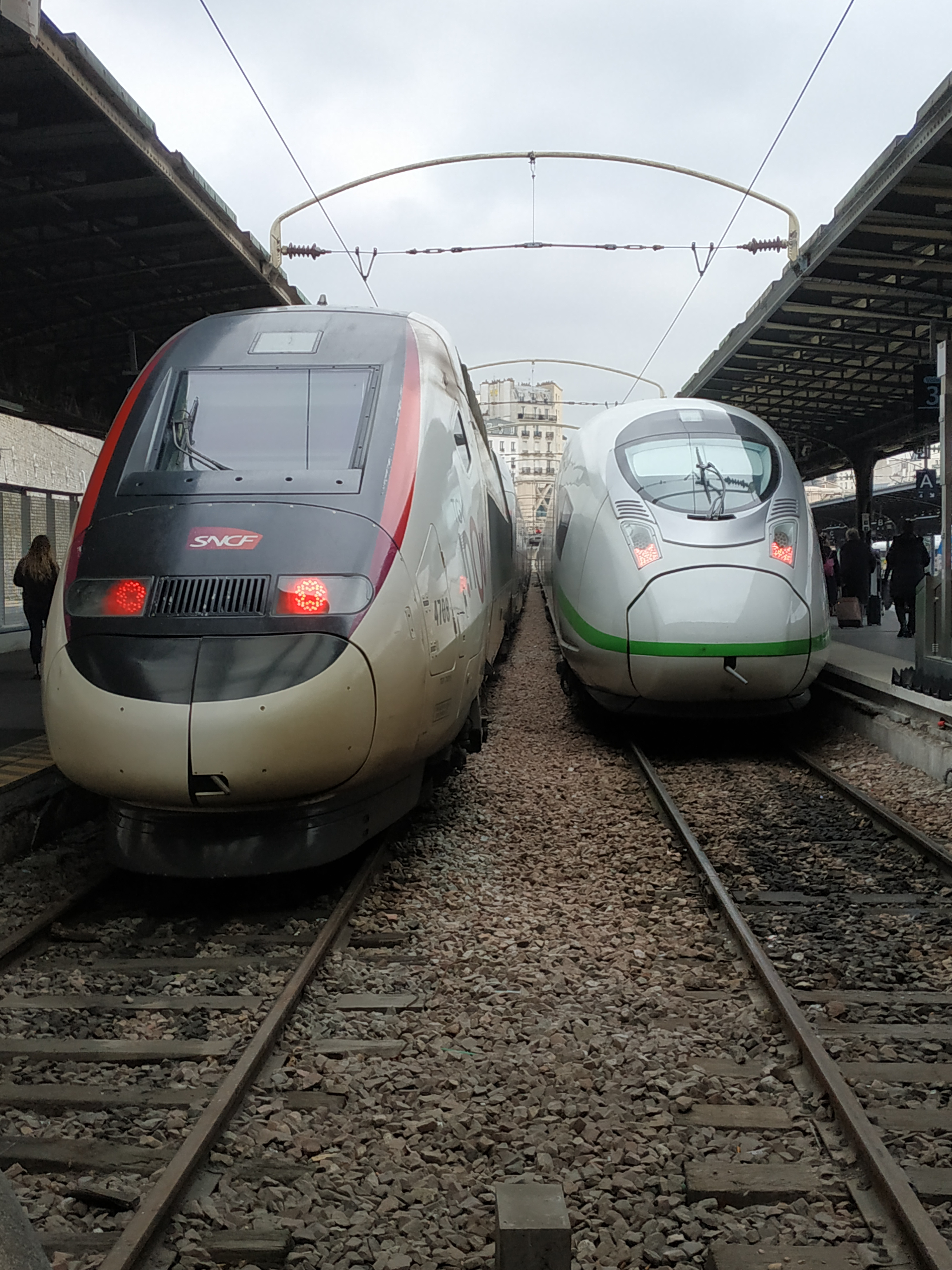
Rames TGV Euroduplex et ICE 3 « Velaro D » (DB 407).

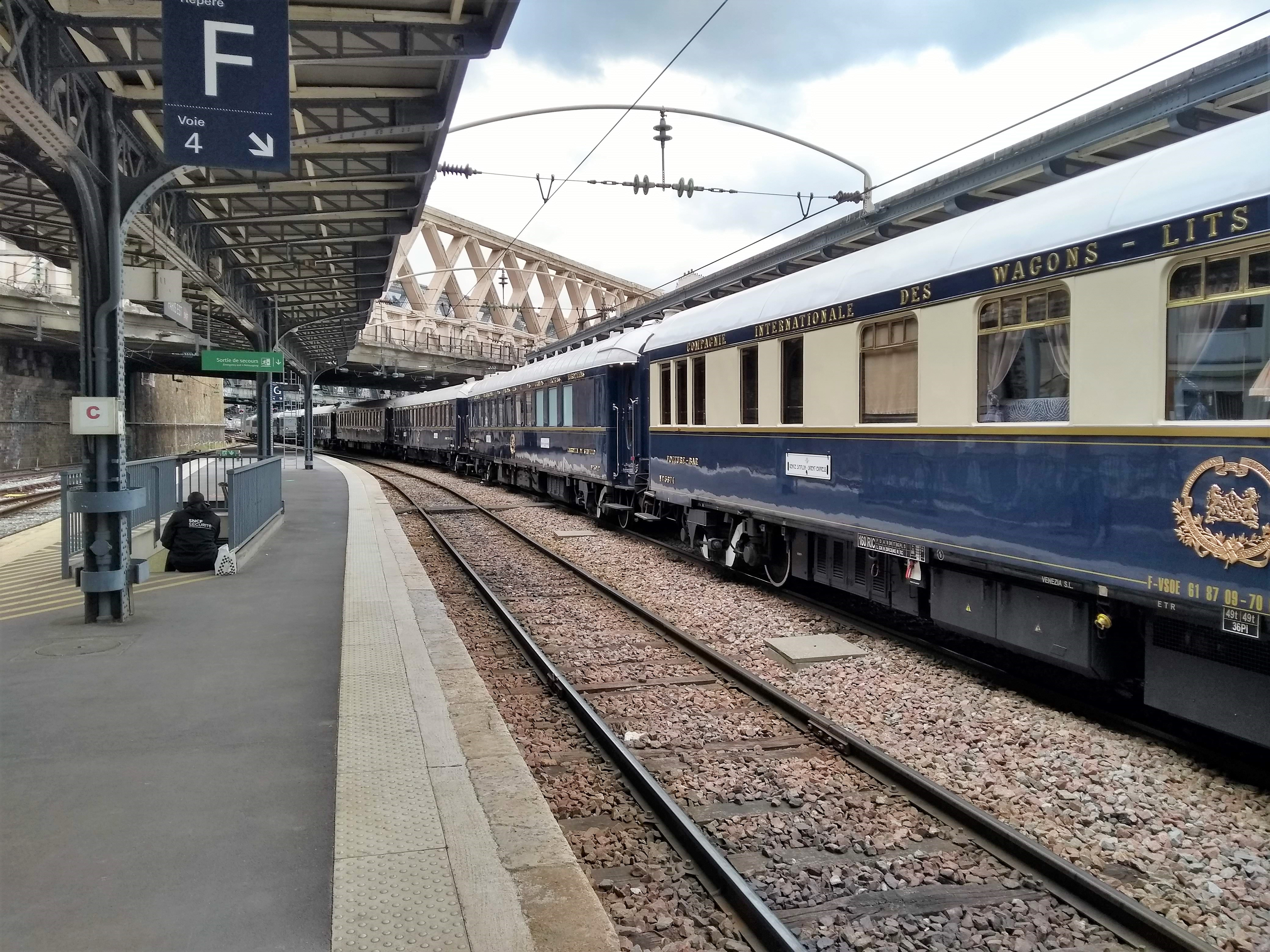
Voitures du VSOE, dont une se trouve sous le pont La Fayette.

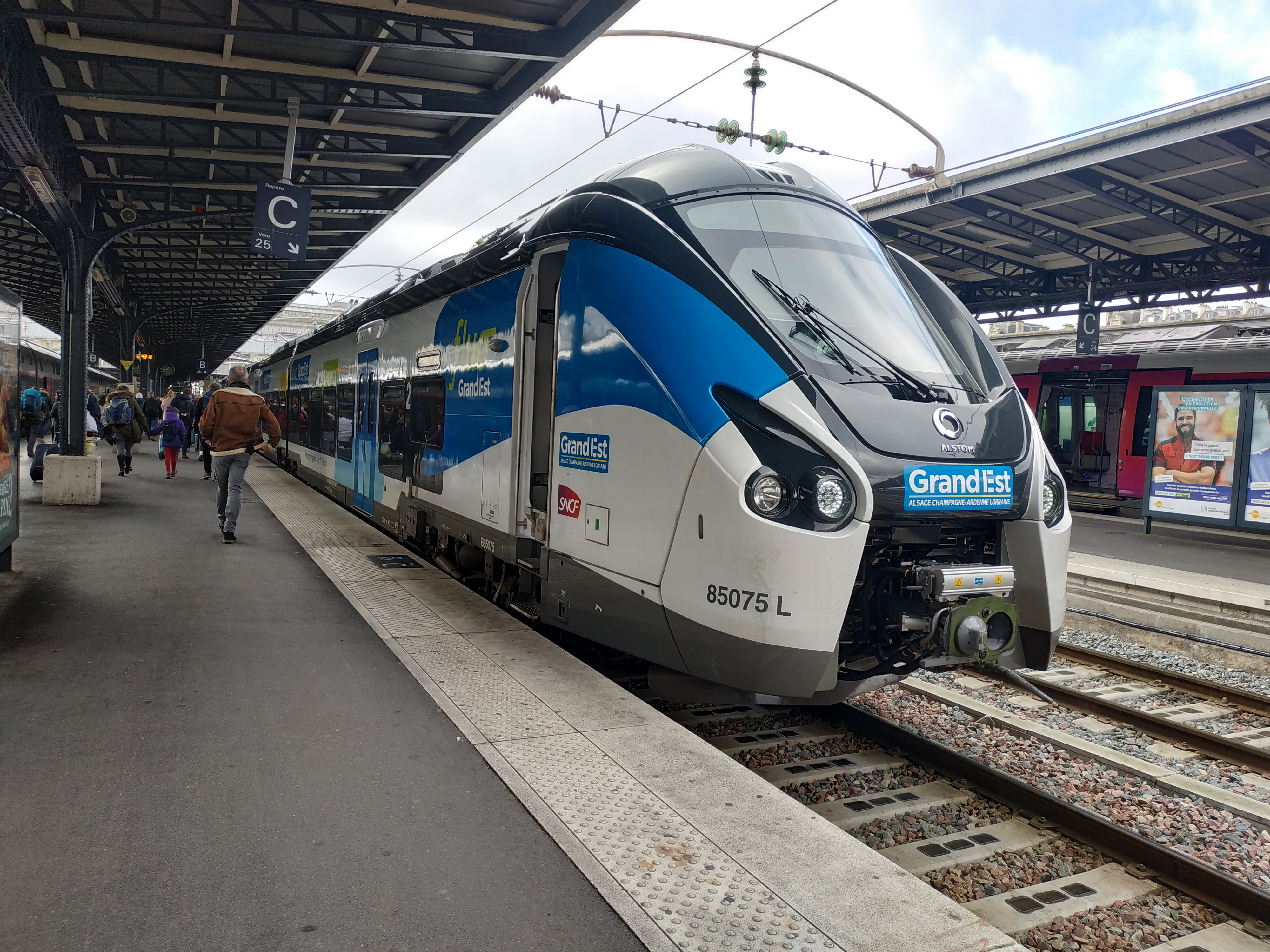
Train TER, assuré par une rame.

Le trafic des grandes lignes est réparti sur deux zones, séparées par celle affectée aux lignes de banlieue :
- la zone jaune, située en face de la halle voyageurs Alsace, correspond aux voies 2 à 12. Elle dessert principalement les trains en direction de l'ancienne région administrative Alsace et de l'étranger ;
- la zone bleue, située en face de la halle Saint-Martin, créée lors de l'extension de 1930, correspond aux voies 23 à 30. Elle est essentiellement destinée aux trains vers les anciennes régions administratives Champagne-Ardenne et Lorraine.

Les relations au départ ou à destination de la gare assurées par la SNCF et certaines autres compagnies comprennent :
- les liaisons internationales, avec :
  - les trains Nightjet (NJ) des Chemins de fer fédéraux autrichiens, desservant Strasbourg, l'Allemagne (notamment Berlin et Munich) et l'Autriche (avec terminus à Vienne),
  - le luxueux Venice Simplon-Orient-Express (VSOE), vers l'Italie (Venise via Vérone, ou plus rarement via Florence et Rome), mais également — départs non réguliers — la France (Bourg-Saint-Maurice, ou Cannes vers Venise), la Suisse (Genève), l'Autriche (Vienne ou Innsbruck), la Tchéquie (Prague), la Hongrie (Budapest) et la Turquie (Istanbul)[38] ;
- les liaisons par TGV inOui vers le Grand Est (à cela s'ajoute le service à bas coûts Ouigo), mais aussi vers le Luxembourg et l'Allemagne. Ces trains empruntent la LGV Est européenne ;
- les TER à longs parcours du réseau TER Grand Est, vers :
  - Châlons-en-Champagne, Saint-Dizier, Bar-le-Duc (ex-TER Vallée de la Marne) et Strasbourg (en passant par Nancy), d'une part,
  - Troyes, Chalindrey, Vittel (uniquement les vendredis, dimanches et jours fériés), Dijon, Belfort et Mulhouse (ex-Intercités), d'autre part.

Les relations assurées par la Deutsche Bahn sont des ICE (dans le cadre de l'accord commercial « DB SNCF Voyageurs en coopération ») vers Stuttgart, Francfort-sur-le-Main et Berlin, qui empruntent la LGV Est.

#### Banlieue

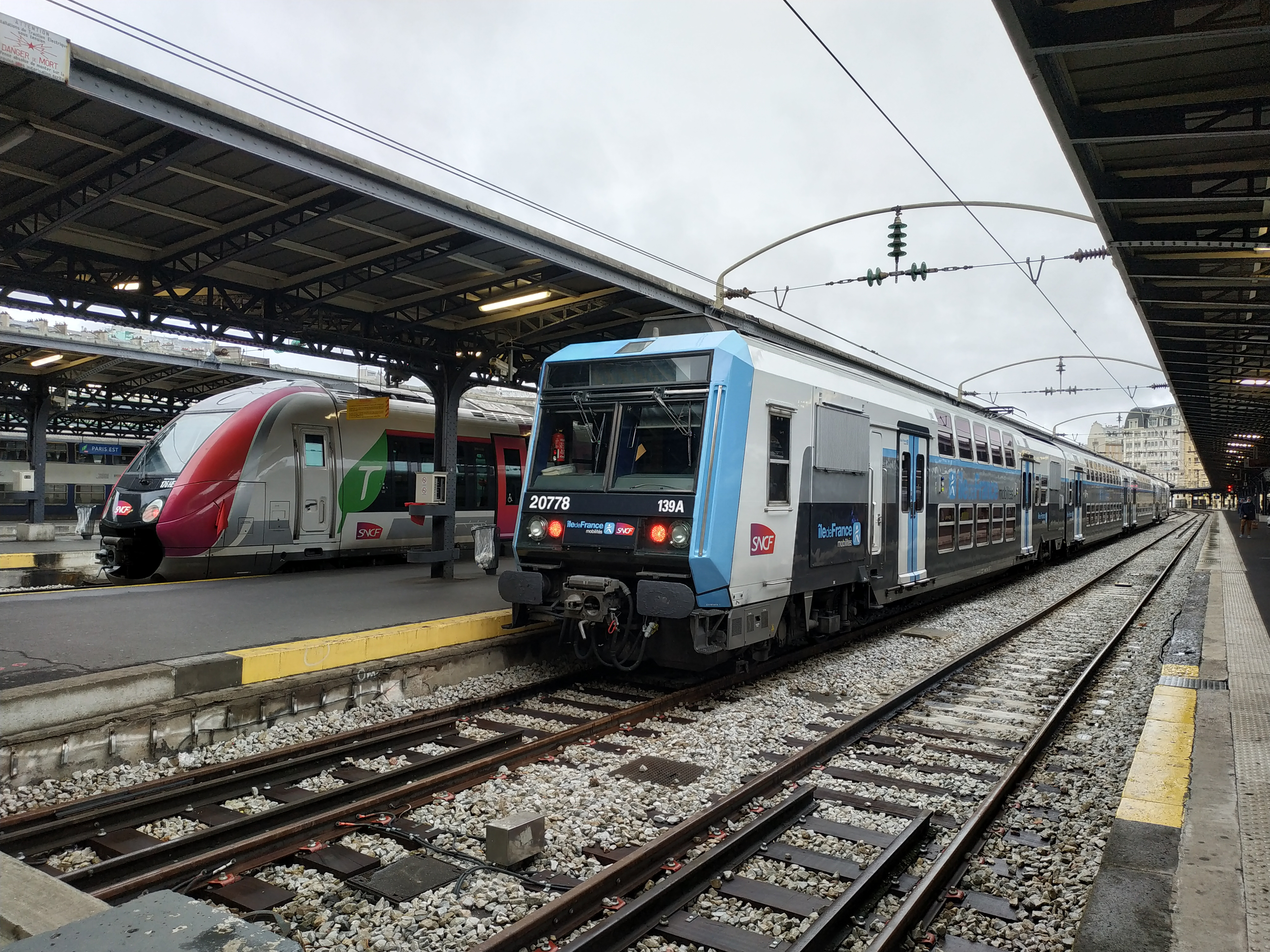
Rames Z 20500 et Z 50000 du Transilien P.

Les relations de Paris à Chelles - Gournay et de Paris à Villiers-sur-Marne - Le Plessis-Trévise, qui avaient leur terminus à la gare de l'Est, ont été transformées en juillet 1999 pour constituer la ligne E du RER. La relation de Paris à Tournan y a également été intégrée en 2003. Les trains desservent désormais la gare souterraine de Magenta, située à faible distance de la gare de l'Est ; les missions ferroviaires complémentaires de la grande banlieue Est sont assurées par la ligne P du Transilien :
- branches nord :
  - Paris – Chelles - Gournay – Esbly (avec correspondance pour Crécy-la-Chapelle) – Meaux,
  - Paris – Meaux (avec correspondance ou prolongement pour La Ferté-Milon via Trilport) – Château-Thierry ;

- branches sud :
  - Paris – Tournan – Coulommiers (avec correspondance par autocar vers La Ferté-Gaucher-Centre),
  - Paris – Verneuil-l'Étang – Longueville – Provins.

En cas de grève, de travaux ou de problème d'exploitation dans le tronçon souterrain du RER E, les trains en provenance de Chelles - Gournay, Villiers-sur-Marne et Tournan ont pour terminus la gare de l'Est.
Enfin, la gare de l'Est sera l'origine du CDG Express, liaison ferroviaire privée à haut niveau de service vers l'aéroport de Paris-Charles-de-Gaulle (gare de l'aéroport Charles-de-Gaulle 2 TGV).

### Intermodalité
La gare de l'Est constitue un pôle d'échanges, avec :
- le métro :
  - à la station Gare de l'Est, desservie par les lignes 4, 5 et 7,
  - à la station Château-Landon, desservie par la ligne 7 ;
- le réseau de bus RATP, aux arrêts Gare de l'Est (situé au sud, dans la rue du 8-Mai-1945) et Verdun (à l'est, dans la rue du Faubourg-Saint-Martin) ;
- le Noctilien, à l'arrêt Gare de l'Est.

Par ailleurs, à pied par la voie publique, il est possible d'atteindre rapidement :
- la gare de Magenta (via les rues d'Alsace et de l'Aqueduc), desservie par la ligne E du RER ;
- la gare du Nord (via les rues d'Alsace et de Dunkerque), desservie par la ligne B et la ligne D du RER, la ligne H et la ligne K du Transilien, les TER et les TGV inOui vers la région Hauts-de-France, ainsi que les trains à grande vitesse internationaux Eurostar.

## Projets

### CDG Express
Des travaux sont effectués pour créer la navette CDG Express, qui reliera — à partir de 2027 — trois voies (2, 3 et 4) à la gare de l'aéroport Charles-de-Gaulle 2 TGV en une vingtaine de minutes.

### Liaison Gare de l'Est – Gare du Nord
À cette occasion, il est envisagé de relier la gare de l'Est à la gare de Paris-Nord via la gare de Magenta pour former un vaste pôle multimodal.

## Culture

### Peinture
- 1917 : La Gare de l’Est sous la neige, par Maximilien Luce (Musée de l'Hôtel-Dieu, Mantes-la-Jolie).
- 1917 : La Gare de l’Est, par Maximilien Luce (Musée de l'Armée, Paris).
- La Gare de l’Est, par Eugène Galien-Laloue.

Illustrations des œuvres picturales
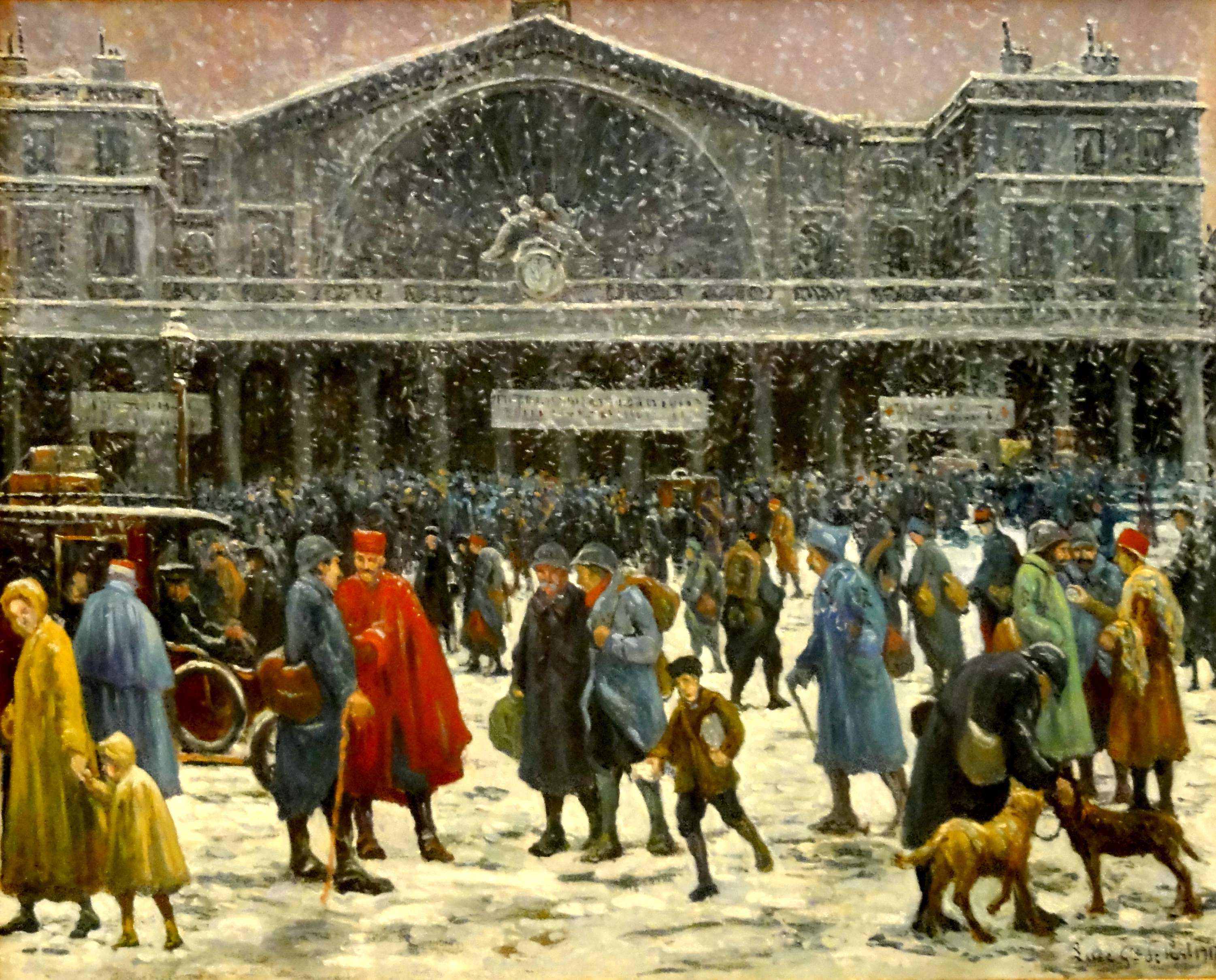
La Gare de l’Est sous la neige, par Maximilien Luce.
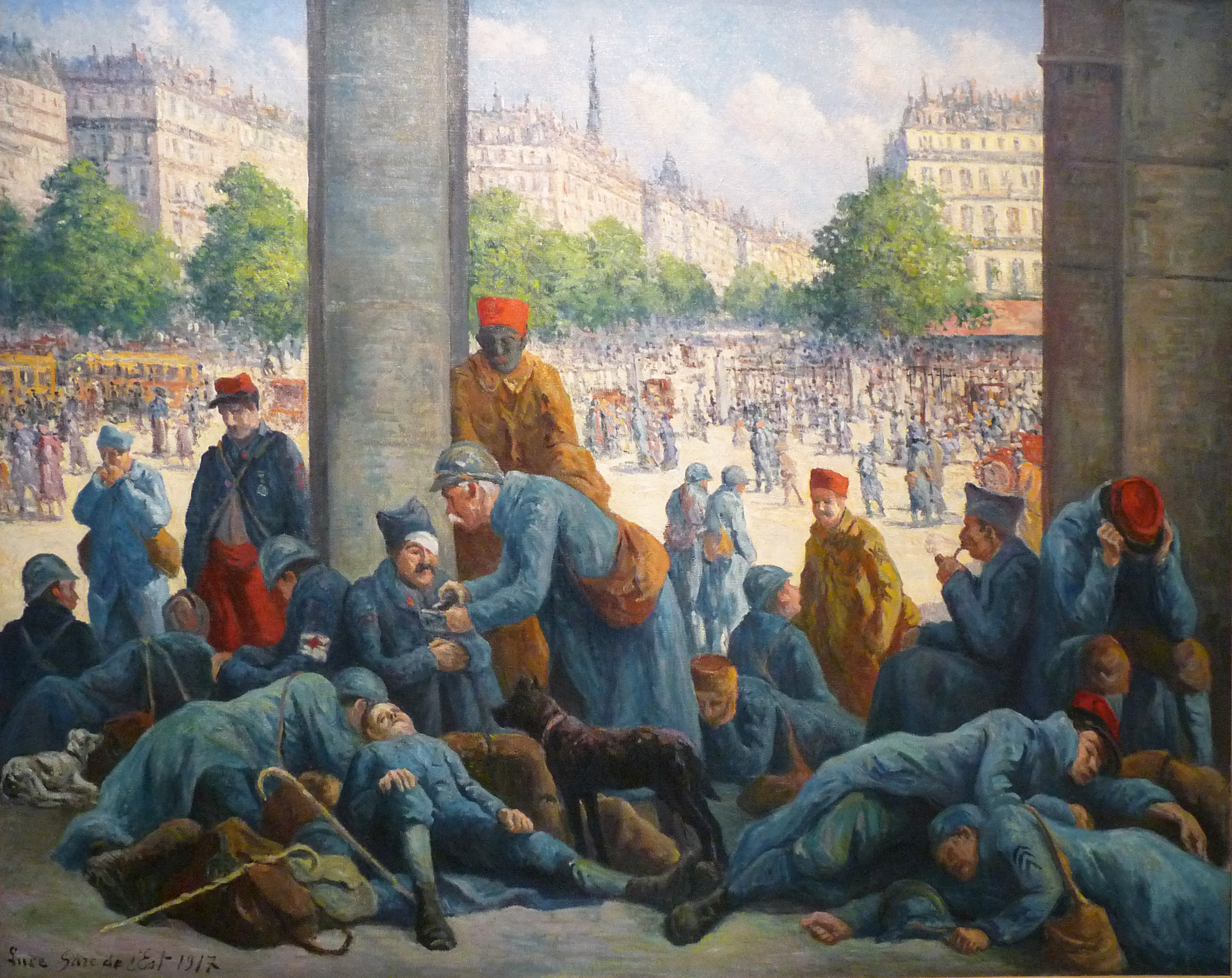
La Gare de l’Est, par Maximilien Luce.
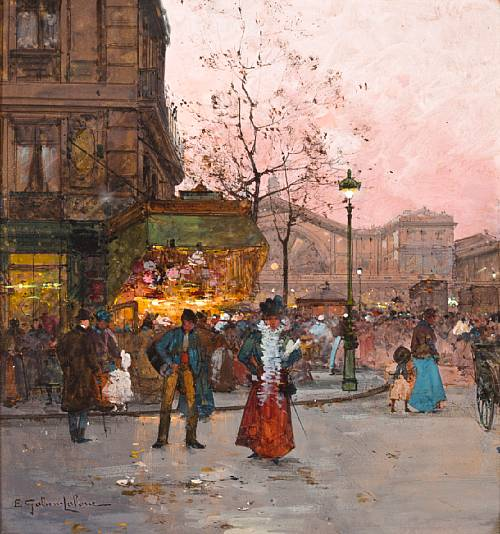
La Gare de l’Est, par Eugène Galien-Laloue.

### Cinéma

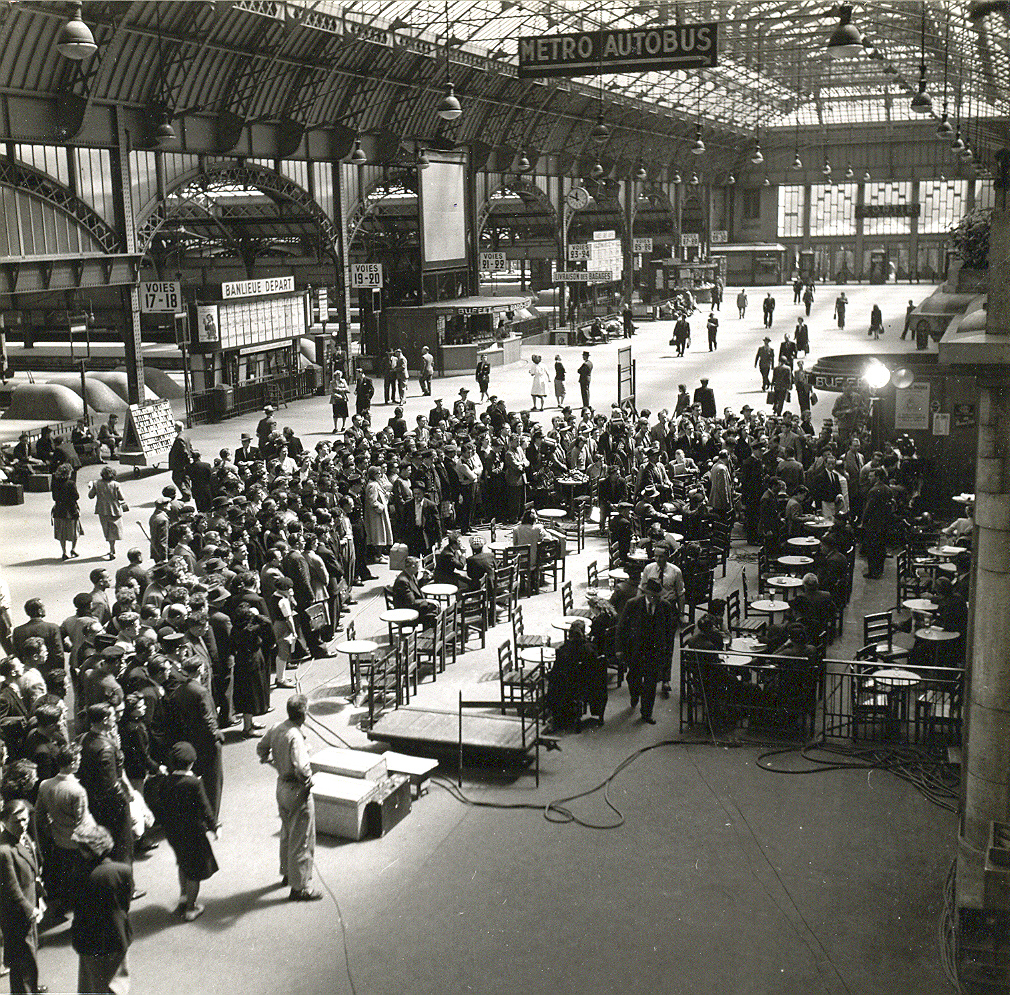
Tournage de Quai de Grenelle dans le hall de la gare, au printemps 1950.

De par son accès de plain-pied depuis la rue d'Alsace et son plus faible trafic, cette gare figure souvent ses sœurs parisiennes pour des prises de vue, parfois quelques plans avec raccord, ou des scènes en totalité.
- 1948 : Berlin Express de Jacques Tourneur.
- 1950 : Quai de Grenelle d'Emile-Edwin Reinert ; un plan de tournage a été réalisé dans la gare.
- 1950 : Le Château de verre de René Clément ; le tournage a eu lieu dans le hall, au buffet de la gare et sur le parvis, avec Michèle Morgan et Jean Marais.
- 1960 : Zazie dans le métro de Louis Malle (arrivée de Zazie à Paris).
- 1963 : Le Soupirant de Pierre Étaix.
- 1964 : L'Homme de Rio de Philippe de Broca (scène finale : le train où voyage Adrien part pour Besançon).
- 1966 : La Grande Vadrouille de Gérard Oury (scène de départ du train), dans lequel la gare de l'Est joue le rôle de la gare de Lyon.
- 1969 : Le Cerveau de Gérard Oury, dans lequel la gare joue le rôle de sa voisine, la gare du Nord.
- 1975 : C'est pas parce qu'on a rien à dire qu'il faut fermer sa gueule... de Jacques Besnard.
- 1982 : La Boum 2 de Claude Pinoteau ; lorsque Victoire Beretton (Sophie Marceau) court jusqu'à la gare pour retrouver son petit ami Philippe Berthier (Pierre Cosso), qui s'apprête à prendre un train pour l'Allemagne.
- 1983 : Le Marginal de Jacques Deray ; lorsque Jean-Paul Belmondo (commissaire Philippe Jordan) attend Freddy le Chimiste, qui se fait assassiner dans cette gare au milieu de la foule.
- 1984 : Les Ripoux de Claude Zidi ; au début du film, lorsque Thierry Lhermitte arrive d'Épinal : vue sur l'ensemble des quais, puis un seul d'entre eux.
- 1986 : Nuit d'ivresse de Bernard Nauer.
- 1991 : Une époque formidable… de Gérard Jugnot.
- 1998 : Ceux qui m'aiment prendront le train de Patrice Chéreau.
- 2001 : Le Fabuleux Destin d'Amélie Poulain de Jean-Pierre Jeunet.
- 2005 : J'ai vu tuer Ben Barka de Serge Le Péron[40].
- 2008 : Eden à l'ouest de Costa-Gavras.
- 2008 : Un homme et son chien de Francis Huster[41].
- 2011 : À la maison pour Noël de Christian Merret-Palmair ; la gare de l'Est joue le rôle de la gare Saint-Lazare, avec un départ de train pour Versailles, mais également un autre pour Coulommiers (cette dernière destination est habituelle à Paris-Est) sur le même quai.
- 2014 : Duo d'escrocs de Joel Hopkins[42].
- 2014 : Elle l'adore de Jeanne Herry[43] ; l'accès par la rue d'Alsace est utilisé par une courte scène. Le panorama sur les abris filants de la gare, depuis la même rue, apparaît aussi.
- 2014 : L'Affaire SK1 de Frédéric Tellier ; l'accès par la rue d'Alsace, ainsi qu'un quai, sont utilisés par de courtes scènes. Comme précédemment, le panorama sur les abris filants de la gare apparaît également.
- 2018 : Tamara Vol.2 d'Alexandre Castagnetti[44].
- 2019 : Nicky Larson et le Parfum de Cupidon de Philippe Lacheau[45].
- 2021 : Attention au départ ! de Benjamin Euvrard ; la gare de l'Est joue le rôle de la gare d'Austerlitz[46], avec un départ de train pour Briançon. Cependant, les scènes à bord du train pendant son trajet ont été tournées sur la ligne Paris - Clermont-Ferrand[47], qui utilise la gare de Bercy.

### Télévision
En 2021, la gare est utilisée pour le tournage de l'intégralité d'une publicité de Monabanq.
En 2022, la gare joue le rôle de sa voisine, la gare du Nord, dans la série policière Astrid et Raphaëlle (saison 3, épisode 5 : Témoin),.

### Clips musicaux
- 1986 : T'en va pas de la chanteuse Elsa Lunghini ; deux courtes scènes ont été filmées sur les quais.

### Modélisme ferroviaire
Le siège de l'association française des amis des chemins de fer (AFAC), fondée en 1929, se situe au sous-sol de la gare. Celle-ci a aménagé plusieurs réseaux de modélisme ferroviaire à diverses échelles : H0 (1/87e), 0 (1/43,5e) et I (1/32e), ainsi qu'une bibliothèque sur la thématique du chemin de fer,. L'accès aux locaux se réalise par la rampe d'accès à la cour souterraine, à l'ouest du bâtiment voyageurs,. L'accès au public est autorisé certains jours.